# Barompa Darma Wangchug
Barompa Darma Wangchug (tib.:ba rom pa dar ma dbang phyug) (1127-1199) est le fondateur de l'école Barom Kagyu et de la lignée Ripa. Il a été l'un des quatre plus importants disciples de Gampopa.